# Origin (álbum de Dayseeker)
Origin es el segundo álbum de estudio de la banda estadounidense de post-hardcore Dayseeker. Fue lanzado el 21 de abril de 2015 a través de InVogue Records y fue producido por Nick Ingram.

## Lanzamiento y promoción
La primera canción que la banda lanzó el 26 de marzo de 2015 fue la canción principal "Origin". InVogue Records lanzó otra canción en YouTube el 3 de abril de 2015, titulada "A Cancer Uncontained". El último sencillo, "The Earth Will Turn", fue lanzado el 15 de abril de 2015, apenas una semana antes del lanzamiento oficial del álbum.
El 18 de abril de 2015, la banda realizó una breve gira por Estados Unidos con Silent Planet para promocionar su nuevo disco. La gira terminó el 4 de mayo de 2015 en Indianápolis, Indiana, después de once espectáculos.

## Lista de canciones
| N.º | Título                                     | Duración |  |
| 1.  | «The Nail in Our Coffin» (con Dana Willax) | 3:39     |  |
| 2.  | «A Cancer Uncontained»                     | 4:10     |  |
| 3.  | «Dead to the World: Alive in My Eyes»      | 3:28     |  |
| 4.  | «The Earth Will Turn»                      | 4:42     |  |
| 5.  | «The Darkness Won't Divide»                | 1:19     |  |
| 6.  | «Origin»                                   | 4:30     |  |
| 7.  | «The Burning of Bridges»                   | 4:05     |  |
| 8.  | «Spotless Mind»                            | 4:24     |  |
| 9.  | «The World Was Quiet»                      | 4:48     |  |
| 10. | «Lucid Dreamer»                            | 2:44     |  |
| 11. | «A God Without a Face»                     | 4:18     |  |
| 12. | «Never See the Sun Rise»                   | 5:10     |  |

| Edición de lujo (Bonus track) |                                         |          |  |
| N.º                           | Título                                  | Duración |  |
| 13.                           | «A Cancer Uncontained» (re-imaginado)   | 5:07     |  |
| 14.                           | «Spotless Mind» (re-imaginado)          | 4:34     |  |
| 15.                           | «The Burning of Bridges» (re-imaginado) | 4:11     |  |
| 16.                           | «The World Was Quiet» (re-imaginado)    | 5:28     |  |
| 17.                           | «The Earth Will Return» (re-imaginado)  | 4:58     |  |
| 18.                           | «Hello» (cover de Adele)                | 4:53     |  |
| 19.                           | «Jealous» (cover de Nick Jonas)         | 3:45     |  |

## Personal
Dayseeker
- Rory Rodriguez - voz principal
- Gino Scambelluri – guitarra principal, coros
- Alex Polk - guitarra rítmica
- Andrew Sharp - bajo
- Mike Karle - batería, percusión